# Chromatomyia gregaria
Chromatomyia gregaria är en tvåvingeart som beskrevs av Frick 1954. Chromatomyia gregaria ingår i släktet Chromatomyia och familjen minerarflugor. Inga underarter finns listade i Catalogue of Life.